# Turbodiesel
Turbodiesel bezeichnet umgangssprachlich einen aufgeladenen Dieselmotor, bei dem die dem Motor zugeführte Verbrennungsluft durch einen oder mehrere Turbolader vorverdichtet wird. Dadurch ist zu Beginn der Verdichtung mehr Luftmasse im Zylinder, damit mehr Sauerstoff und folglich auch mehr Dieselkraftstoff zugeführt und verbrannt werden kann. Aufgeladene Dieselmotoren haben bei gleichem Hubraum eine höhere Maximalleistung und einen höheren Wirkungsgrad als Saugmotoren.

## Technik
Wegen der niedrigeren Abgastemperatur hinter der Turbine wird ein Teil der Abgasenthalpie ausgenutzt, was den thermischen Wirkungsgrad steigert. Durch Kühlen der vorverdichteten Luft kann beim Turbodieselmotor der thermische Wirkungsgrad noch weiter verbessert werden. Bei gegebener Leistung kann der Kraftstoffverbrauch auch durch Verwenden eines turbogeladenen Motors mit kleinerem Hubraum gesenkt werden.
Prinzipbedingt benötigen Dieselmotoren keine Drosselklappe. Daher liegt auch bei Schubbetrieb ein Gasstrom am Turbolader an. Damit sinkt die Drehzahl der Turbine nicht so weit ab wie bei einem Ottomotor, was das Ansprechverhalten bei Lastwechseln verbessert. Dieseltechnik ist somit sehr gut geeignet für den wirkungsvollen Einsatz eines Turboladers. Die hohe Verdichtung von Dieselmotoren (die ein Grund für den hohen Wirkungsgrad ist), bedingt eine geringere Abgastemperatur, daher ist das Material des Diesel-Turboladers weniger hohen Belastungen ausgesetzt.

## Geschichte

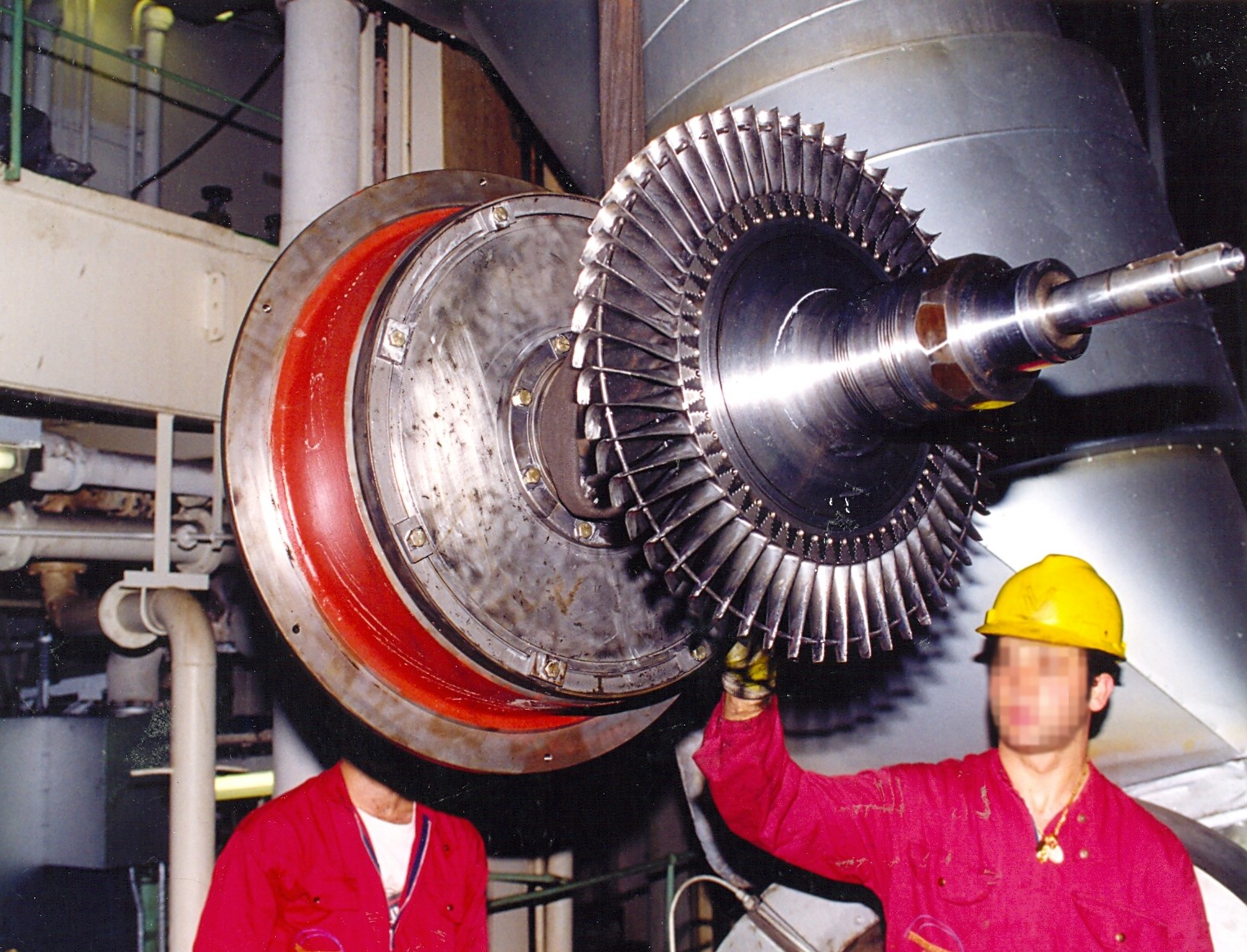
Welle eines Schiffsdiesel-Turboladers (ABB-VTR), Turbinenseite

Nachdem im Jahr 1905 der Schweizer Alfred Büchi in Deutschland das Patent auf den Turbolader erhalten hatte, erschien 1924 der erste Schiffsdieselmotor mit Turbolader. Die ersten Schiffe mit aufgeladenen Dieselmotoren waren die beiden 1926 in Dienst gestellten Hansestadt Danzig und Preußen. Auch die ersten Diesellokomotiven Ende der 1930er-Jahre hatten Abgasturbolader.
In Kraftfahrzeugen gab es Turbolader erst viel später, weil die – viel kleineren – Lader größere Verluste hatten. Ferner gelang es lange Zeit nicht, einen günstigen Drehmomentverlauf zu erreichen und unvollkommene Verbrennung beim Beschleunigen des Motors zu verhindern. Die Adolph Saurer AG hatte bereits 1938 Aufladung für Lkw-Dieselmotoren erprobt, arbeitete aber zunächst mit Schraubenladern. Mit günstigen Kennwerten bei Niederdruckaufladung lösten sich die konstruktiven Probleme zu Beginn der 1950er-Jahre. Für LKW stattete MAN 1951 einen Motor mit einem selbst entwickelten Turbolader aus, wobei der 8,72-Liter-Motor in der Leistung von 130 auf 175 PS gesteigert wurde. Der LKW-Produzent Volvo baute ab 1954 einen Turbolader an seine Motoren an, der wegen seiner Zuverlässigkeit den Durchbruch im LKW-Motorenbau brachte. Beispielsweise war ein Abgasturbolader von Volvo im F88 verwirklicht worden, wobei der Turbolader selbst von Schwitzer-Holset zugeliefert wurde. In dieser Zeit setzten sich Turbolader an großen Nutzfahrzeugen schnell durch. So setzte Saurer im Jahr 1972 im Dieselmotor DIKL erstmals einen Abgasturbolader ein. Ab dieser Zeit standen auch Turbolader mit kompakten Abmessungen zur Verfügung.
Daimler-Benz führte 1978 in den Experimentalfahrzeugen C 111 Versuche mit aufgeladenen Dieselmotoren durch. Im gleichen Jahr erschien erstmals im Pkw-Serienbau ein aufgeladener Dieselmotor (noch ohne Direkteinspritzung) im Exportmodell 300 SD der Baureihe W 116 mit dem OM-617-Motor. Dieser Motor (92 kW / 125 PS, Drehmoment 250 Nm) wurde ab 1979 auch im Modell 300 TD Turbodiesel der Baureihe W 123 verwendet. In Europa bot der französische Autohersteller Peugeot mit dem 604 im Februar 1979 erstmals einen aufgeladenen Dieselmotor (59 kW / 80 PS, 184 Nm Drehmoment) in einem Personenkraftwagen an.
Im europäischen Raum haben seit 1988 Personenkraftwagen mit Diesel-Turboladermotoren mit Ladeluftkühler und Direkteinspritzung eine sehr große Bedeutung erlangt.
Im Jahr 1999 führten Daimler und BMW Achtzylinder-, Volkswagen 2002 einen 10-Zylinder-Turbodiesel ein. Die Achtzylinder erreichten Drehmomente von 560 Nm, der V10 750 Nm; im Jahr 2006 stellte BMW einem gleichstarke Version des Achtzylinders her. Nur geringfügig weniger Drehmoment hatte der im Jahr 2008 von BMW eingeführte N57-Sechszylinder-Dieselmotor in einer Version mit drei Turboladern (280 kW/ 381 PS, 740 Nm Drehmoment). Der 2015 eingeführte BMW-B57-Dieselmotor B57D30S0 hatte 294 kW /400 PS und erreicht mit vier Ladern (zwei Niederdruck- und zwei Hochdrucklader) ein Drehmoment von 760 Nm. Er wird seit Januar 2020 in Europa nicht mehr angeboten.

## Aktuell
Mittlerweile werden fast nur noch Turbodiesel mit Direkteinspritzung hergestellt, da sich beim Diesel nur durch Turboaufladung eine dem (Benzin-)Ottomotor angenäherte Literleistung erreichen lässt. Ohne Turboaufladung müsste ein vergleichbar leistungsfähiger Motor nahezu den doppelten Hubraum haben und somit wesentlich schwerer sein. Zudem verlagert die spezifische Drehmoment-Charakteristik eines Turbo-Diesels im Vergleich zum Saug-Diesel den Bereich maximaler Kraftentfaltung in niedrigere Drehzahlbereiche. Dadurch bieten solche Motoren eine hohe „Elastizität“, so dass zum Beschleunigen seltener in niedrigere Gänge geschaltet werden muss. Eine Auslegung mit kurzem Hub und großem Kolbendurchmesser erlaubt bei kompakter Bauweise hohe Drehzahlen und damit eine hohe Leistungsdichte.